# Cap-Breton—Richmond-Est
Pour les articles homonymes, voir Cap-Breton (homonymie).
Cap-Breton—Richmond-Est (initialement connue sous le nom de Cape Breton—East Richmond) fut une circonscription électorale fédérale de Nouvelle-Écosse. La circonscription fut représentée de 1968 à 1997.
La circonscription a été créée en 1966 d'une partie de Cap-Breton-Sud, Inverness—Richmond et Cap-Breton-Nord et Victoria. Abolie en 1996, elle fut fusionnée à Bras d'Or et Sydney—Victoria.

## Géographie
En 1966, la circonscription de Cap-Breton—Richmond-Est comprenait:
- Le comté de Cap-Breton
- Le comté de Richmond

## Députés
1. 1968-1974 — Donald MacInnis, PC
2. 1974-1980 — Angy Hogan, NPD
3. 1980-1997 — Dave Dingwall, PLC

- NPD = Nouveau Parti démocratique
- PC  = Parti progressiste-conservateur
- PLC = Parti libéral du Canada